# Caleta Maciel
Die Caleta Maciel (englisch) ist eine kleine Bucht im Nordwesten der Adelaide-Insel westlich der Antarktischen Halbinsel. Sie liegt 16 km südsüdwestlich des Mount Vélain.
Argentinische Wissenschaftler benannten sie nach dem argentinischen Politiker Cosme Maciel (1784–1850).